# Kanton Massy-Est
Kanton Massy-Est je francouzský kanton v departementu Essonne v regionu Île-de-France. Vznikl 24. ledna 1985 rozdělením původního kantonu Massy na východní a západní část.

## Složení kantonu
Kanton Massy zahrnuje jen jednu obec a sice část města Massy.
| Obec  | Počet obyvatel (2009) | PSČ   | INSEE       |
| ----- | --------------------- | ----- | ----------- |
| Massy | 40 523                | 91300 | 91 3 98 377 |